# Đại dịch COVID-19 tại Polynésie thuộc Pháp
Bài viết này ghi lại các tác động của đại dịch COVID-19 ở Polynésie thuộc Pháp, và có thể không bao gồm tất cả các phản ứng và biện pháp chính hiện đại.

## Dòng thời gian
| COVID-19 tại Polynésie thuộc Pháp () Tử vong Hồi phục Đang điều trị Thg 3Thg 4Thg 5Thg 6Thg 7Thg 8Thg 915 ngày gần nhất15 ngày gần nhất | COVID-19 tại Polynésie thuộc Pháp () Tử vong Hồi phục Đang điều trị Thg 3Thg 4Thg 5Thg 6Thg 7Thg 8Thg 915 ngày gần nhất15 ngày gần nhất | COVID-19 tại Polynésie thuộc Pháp () Tử vong Hồi phục Đang điều trị Thg 3Thg 4Thg 5Thg 6Thg 7Thg 8Thg 915 ngày gần nhất15 ngày gần nhất | COVID-19 tại Polynésie thuộc Pháp () Tử vong Hồi phục Đang điều trị Thg 3Thg 4Thg 5Thg 6Thg 7Thg 8Thg 915 ngày gần nhất15 ngày gần nhất | COVID-19 tại Polynésie thuộc Pháp () Tử vong Hồi phục Đang điều trị Thg 3Thg 4Thg 5Thg 6Thg 7Thg 8Thg 915 ngày gần nhất15 ngày gần nhất |
| --- | --- | --- | --- | --- |
| Ngày | Ngày | | Ca nhiễm | Tử vong |
| 2020-03-11 | 2020-03-11 | | 1(n.a.) | 0(n.a.) |
| 2020-03-12 | 2020-03-12 | | 3(+200%) | 0(n.a.) |
| ⋮ | | | | |
| 2020-03-18 | 2020-03-18 | | 6(n.a.) | 0(n.a.) |
| 2020-03-19 | 2020-03-19 | | 11(+83%) | 0(n.a.) |
| 2020-03-20 | 2020-03-20 | | 15(+36%) | 0(n.a.) |
| 2020-03-21 | 2020-03-21 | | 17(+13%) | 0(n.a.) |
| 2020-03-22 | 2020-03-22 | | 18(+5,9%) | 0(n.a.) |
| 2020-03-23 | 2020-03-23 | | 23(+28%) | 0(n.a.) |
| 2020-03-24 | 2020-03-24 | | 25(+8,7%) | 0(n.a.) |
| 2020-03-25 | 2020-03-25 | | 25(=) | 0(n.a.) |
| 2020-03-26 | 2020-03-26 | | 30(+20%) | 0(n.a.) |
| 2020-03-27 | | | | |
| 2020-03-28 | 2020-03-28 | | 34(n.a.) | 0(n.a.) |
| 2020-03-29 | 2020-03-29 | | 35(+2,9%) | 0(n.a.) |
| 2020-03-30 | 2020-03-30 | | 36(+2,9%) | 0(n.a.) |
| 2020-03-31 | 2020-03-31 | | 37(+2,8%) | 0(n.a.) |
| ⋮ | | | | |
| 2020-04-03 | 2020-04-03 | | 39(n.a.) | 0(n.a.) |
| 2020-04-04 | 2020-04-04 | | 40(+2,6%) | 0(n.a.) |
| 2020-04-05 | 2020-04-05 | | 41(+2,5%) | 0(n.a.) |
| 2020-04-06 | 2020-04-06 | | 42(+2,4%) | 0(n.a.) |
| 2020-04-07 | 2020-04-07 | | 47(+12%) | 0(n.a.) |
| 2020-04-08 | 2020-04-08 | | 51(+8,5%) | 0(n.a.) |
| ⋮ | | | | |
| 2020-04-12 | 2020-04-12 | | 53(n.a.) | 0(n.a.) |
| 2020-04-13 | 2020-04-13 | | 55(+3,8%) | 0(n.a.) |
| ⋮ | | | | |
| 2020-04-18 | 2020-04-18 | | 55(n.a.) | 0(n.a.) |
| ⋮ | | | | |
| 2020-04-21 | 2020-04-21 | | 55(n.a.) | 0(n.a.) |
| 2020-04-22 | | | | |
| 2020-04-23 | 2020-04-23 | | 56(n.a.) | 0(n.a.) |
| 2020-04-24 | 2020-04-24 | | 57(+1,8%) | 0(n.a.) |
| 2020-04-25 | | | | |
| 2020-04-26 | 2020-04-26 | | 57(n.a.) | 0(n.a.) |
| 2020-04-27 | 2020-04-27 | | 58(+1,8%) | 0(n.a.) |
| ⋮ | | | | |
| 2020-04-30 | 2020-04-30 | | 58(n.a.) | 0(n.a.) |
| ⋮ | | | | |
| 2020-05-04 | 2020-05-04 | | 58(n.a.) | 0(n.a.) |
| 2020-05-05 | 2020-05-05 | | 60(+3,4%) | 0(n.a.) |
| 2020-05-06 | 2020-05-06 | | 60(=) | 0(n.a.) |
| 2020-05-07 | 2020-05-07 | | 60(=) | 0(n.a.) |
| ⋮ | | | | |
| 2020-05-12 | 2020-05-12 | | 60(n.a.) | 0(n.a.) |
| 2020-05-13 | | | | |
| 2020-05-14 | 2020-05-14 | | 60(n.a.) | 0(n.a.) |
| ⋮ | | | | |
| 2020-05-18 | 2020-05-18 | | 60(n.a.) | 0(n.a.) |
| ⋮ | | | | |
| 2020-06-26 | 2020-06-26 | | 62(n.a.) | 0(n.a.) |
| ⋮ | | | | |
| 2020-06-30 | 2020-06-30 | | 62(n.a.) | 0(n.a.) |
| ⋮ | | | | |
| 2020-07-29 | 2020-07-29 | | 62(n.a.) | 0(n.a.) |
| ⋮ | | | | |
| 2020-08-04 | 2020-08-04 | | 64(n.a.) | 0(n.a.) |
| ⋮ | | | | |
| 2020-08-10 | 2020-08-10 | | 112(n.a.) | 0(n.a.) |
| 2020-08-11 | | | | |
| 2020-08-12 | 2020-08-12 | | 139(n.a.) | 0(n.a.) |
| 2020-08-13 | | | | |
| 2020-08-14 | 2020-08-14 | | 166(n.a.) | 0(n.a.) |
| ⋮ | | | | |
| 2020-08-17 | 2020-08-17 | | 211(n.a.) | 0(n.a.) |
| 2020-08-18 | | | | |
| 2020-08-19 | 2020-08-19 | | 232(n.a.) | 0(n.a.) |
| 2020-08-20 | | | | |
| 2020-08-21 | 2020-08-21 | | 298(n.a.) | 0(n.a.) |
| ⋮ | | | | |
| 2020-08-24 | 2020-08-24 | | 372(n.a.) | 0(n.a.) |
| 2020-08-25 | | | | |
| 2020-08-26 | 2020-08-26 | | 415(n.a.) | 0(n.a.) |
| 2020-08-27 | | | | |
| 2020-08-28 | 2020-08-28 | | 482(n.a.) | 0(n.a.) |
| ⋮ | | | | |
| 2020-08-31 | 2020-08-31 | | 573(n.a.) | 0(n.a.) |
| 2020-09-01 | | | | |
| 2020-09-02 | 2020-09-02 | | 622(n.a.) | 0(n.a.) |
| 2020-09-03 | 2020-09-03 | | 658(+5,8%) | 0(n.a.) |
| 2020-09-04 | 2020-09-04 | | 694(+5,5%) | 0(n.a.) |
| ⋮ | | | | |
| 2020-09-07 | 2020-09-07 | | 773(n.a.) | 0(n.a.) |
| 2020-09-08 | | | | |
| 2020-09-09 | 2020-09-09 | | 795(n.a.) | 0(n.a.) |
| 2020-09-10 | 2020-09-10 | | 869(+9,3%) | 1(n.a.) |
| 2020-09-11 | 2020-09-11 | | 953(+9,7%) | 2(+100%) |
| ⋮ | | | | |
| 2020-09-14 | 2020-09-14 | | 1.099(n.a.) | 2(n.a.) |
| ⋮ | | | | |
| 2020-09-21 | 2020-09-21 | | 1.394(n.a.) | 2(n.a.) |
| 2020-09-22 | | | | |
| 2020-09-23 | 2020-09-23 | | 1.469(n.a.) | 5(n.a.) |
| 2020-09-24 | | | | |
| 2020-09-25 | 2020-09-25 | | 1.579(n.a.) | 6(n.a.) |
| ⋮ | | | | |
| 2020-09-28 | 2020-09-28 | | 1.728(n.a.) | 7(n.a.) |
| Nguồn: Báo cáo chính thức từ Cao ủy Cộng hòa tại Polynesia thuộc Pháp Thông tin thêm                                                    | | | | |

Vào ngày 11 tháng 3, Polynésie thuộc Pháp đã xác nhận trường hợp COVID-19 đầu tiên của vùng lãnh thổ này.
Tính đến hết ngày 13 tháng 4 năm 2024, Polynésie thuộc Pháp ghi nhận 79,254 trường hợp mắc COVID-19 và 650 trường hợp tử vong.